# El Gráfico
El Gráfico è un periodico sportivo argentino fondato nel 1919 a Buenos Aires. Dal 2018 venne interrotta la pubblicazione cartacea e divenne fruibile solo online.

## Storia editoriale
El Gráfico fu fondato il 30 maggio 1919 da Constancio Vigil. Questi, in seguito alle difficoltà incontrate dalla sua precedente rivista, Atlántida, ne fondò una seconda. Il primo numero uscì con solo alcune foto e relative didascalie come contenuto. Gli argomenti trattati erano vari, e non vi erano riferimenti allo sport; fu solo nel 1925, difatti, che la pubblicazione passò a trattare esclusivamente notizie sportive. Dalla sua fondazione fino al 2002 mantenne una cadenza settimanale, per poi passare a quella mensile che mantenne sino alla chiusura. Il primato per il maggior numero di copie vendute (690.998) risale alla settimana successiva alla vittoria del campionato del mondo 1986 da parte della Nazionale di calcio dell'Argentina.

## Struttura e rubriche

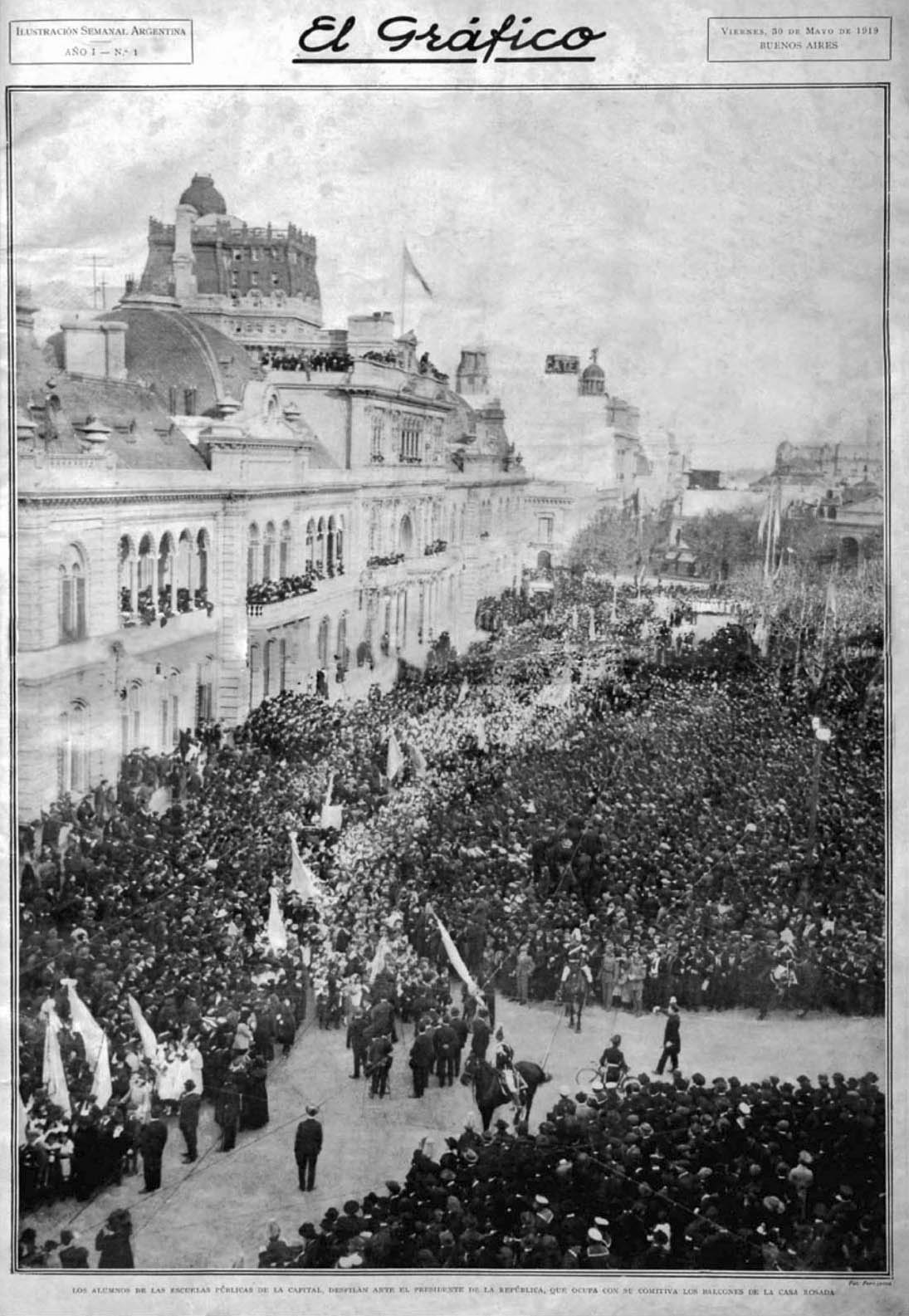
Primo numero di El Gráfico

Nel suo ultimo formato era composta da 122 pagine, e comprendeva le seguenti rubriche:
- Ensayo fotográfico: servizio fotografico su un singolo tema: apriva il numero.
- Onside: curiosità e brevi notizie.
- 100x100: intervista a un personaggio dello sport composta da cento domande.
- Fiebre Argentina: pagina doppia con notizie dedicate a un calciatore argentino che si sia particolarmente distinto all'estero.
- Nota de tapa: lungo reportage monografico.
- Confieso que he aprendido: narrazione in prima persona di un personaggio sportivo.
- Disparador: servizio su un tema d'attualità.
- Joyas del archivo: pubblicazione di immagini d'archivio, da edizioni passate di El Gráfico.
- La nota de los lectores: intervista a un personaggio, le cui domande erano state formulate direttamente dai lettori tramite il sito web.
- De la A a la Z: biografia di un calciatore straniero tramite parole chiave, ordinate come lemmi di dizionario.
- Auto-in: sezione automobilistica.
- Tercer Tiempo: rubrica generalista.
- Síntesis: sintesi delle partite del campionato argentino.
- Stop: editoriale del direttore.

## Galleria d'immagini

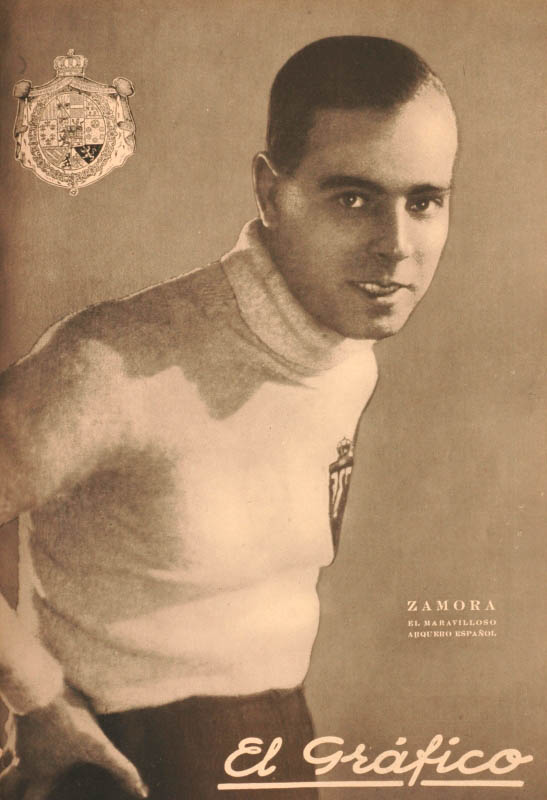
Ricardo Zamora
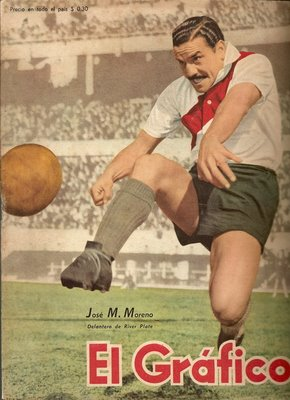
José M. Moreno
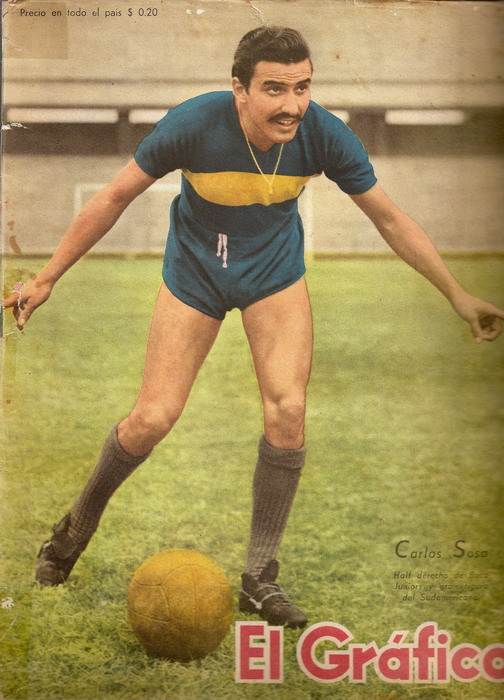
Carlos Sosa
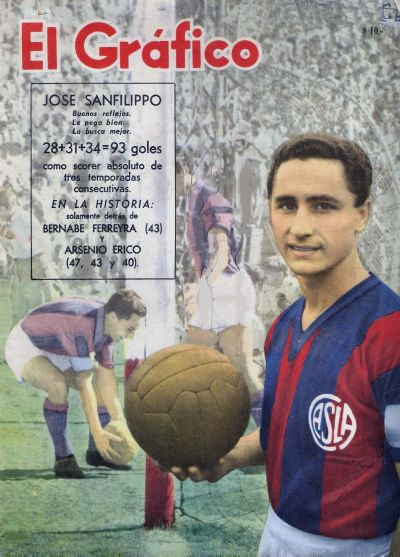
José Sanfilippo
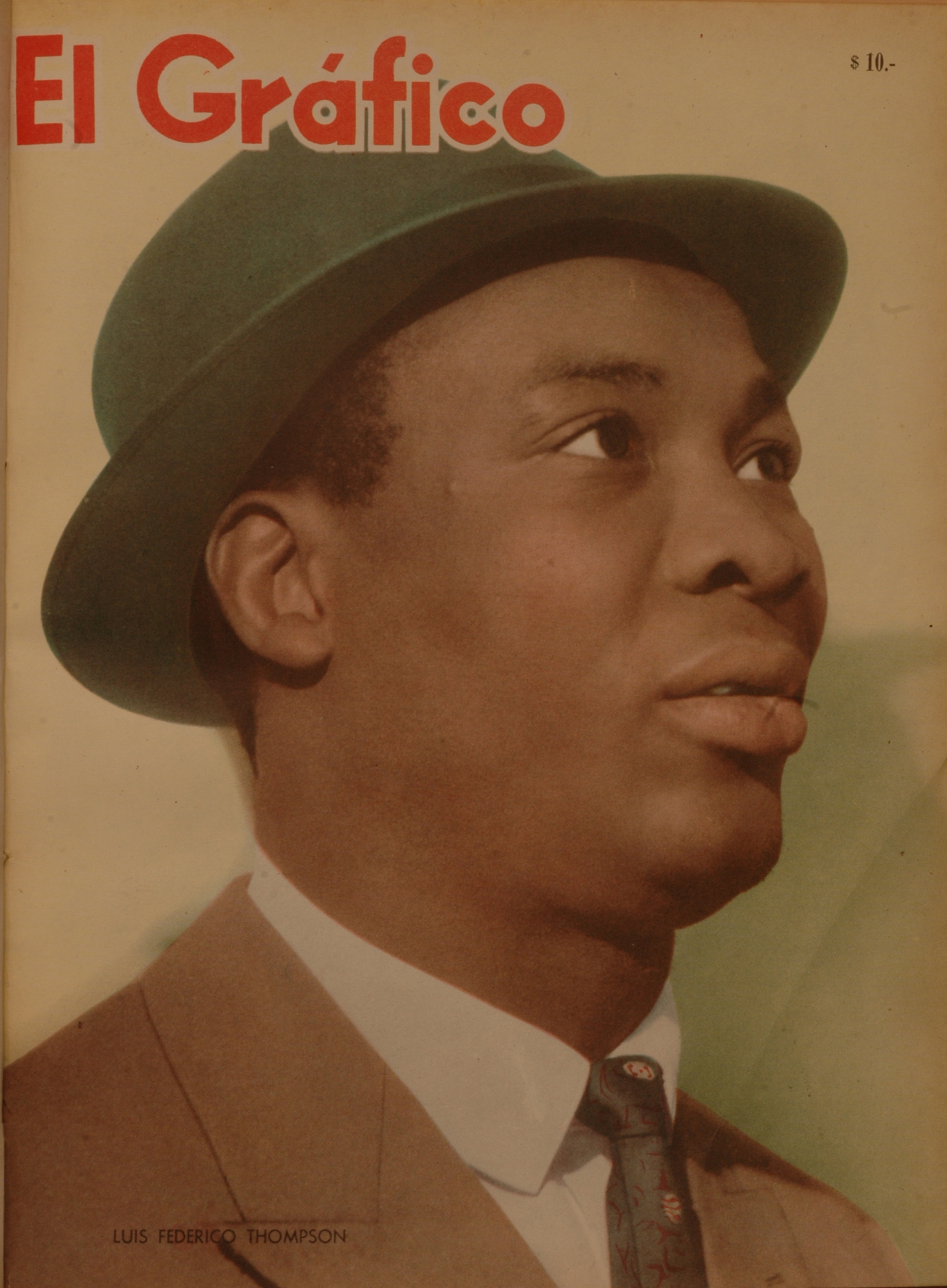
Luis Federico Thompson
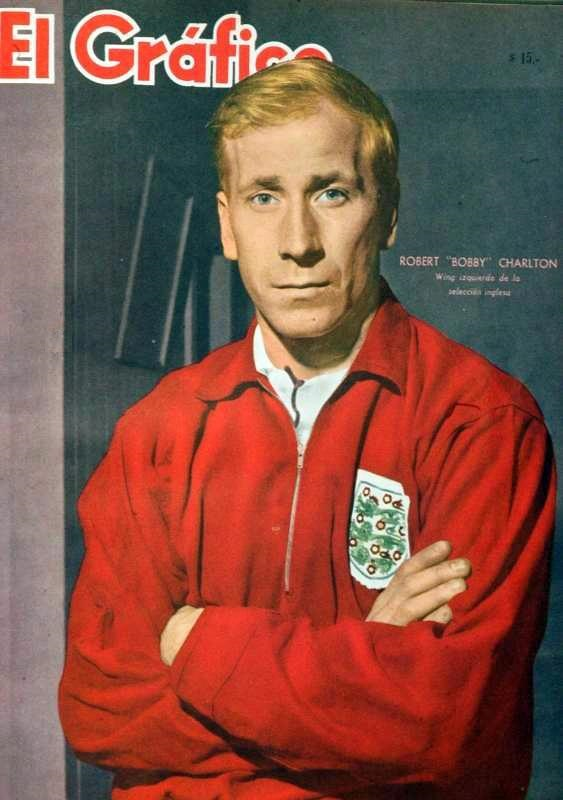
Bobby Charlton